# 조지 마즈든
조지 M. 마즈든(George M. Marsden, 1939년 2월 25일 ~ )은 미국의 역사가이며 신학자이다. 미국의 하버포드 대학, 웨스트민스터 신학교에서 수학 후에 예일 대학교에서 박사학위를 받았다. 특별히 미국의 문화와 기독교의 상호작용에 관한 글을 쓰고 있다. 미국의 저명한 신학자 조나단 에드워즈 수상자로 잘 알려져 있고 미국 복음주의와 교육에 나타난 기독교에 전문가로 알려져 있다. 현재 미국 칼빈 신학교에서 석좌교수로 있다.

## 학력
- Haverford College, B.A. 1959
- 웨스트민스터 신학교(Westminster Theological Seminary, B.D. 1963)
- Yale University, M.A. (1960) and Ph.D. (1965), 그의 지도 교수는 시드니 E. 알스트롬

## 경력
- 1965년 - 1986년 칼빈대학교에서 교수로 재직.
- 1986년 - 1992년 듀크 대학교 신학교에서 교수로 재직.
- 1992년 - 2008년 노터데임 대학교의 프랜시스 맥카니 역사학과 교수로 재직.
- 2017년 노터데임 대학교 명예교수로 임명.

## 연구 방법의 특징
조지 M. 마즈든의 연구방법론은 비판적·역사학적 접근과 신앙적 공감의 균형을 중시하는 점에서 특징적이다. 그는 복음주의자이면서도 역사 연구에서 자기 신앙의 관점을 무비판적으로 투영하기보다, 객관성과 학문적 엄격함을 지키는 방식을 택한다.
신앙과 학문적 비판성의 조화: 마즈든은 자신이 기독교 복음주의적 신앙을 갖고 있지만, 연구 과정에서는 비판적이고 검증 가능한 역사학적 방법론을 적용하려 했다. 즉, 신앙을 가진 역사가로서 신앙적 전제를 드러내되 연구에서는 학문적 기준을 철저히 지킨다.
맥락적·사회문화적 접근: 그의 저작들은 대상(예: 조나단 에드워즈, 미국 복음주의 운동)이 속한 사회적·문화적 맥락을 분석하는 데 중점을 둔다. 인물이나 현상의 내면적 동기뿐 아니라, 시대적 흐름·지성사적 변화를 포괄적으로 해석한다.
근대와 신앙의 긴장 연구: 마즈든은 계몽주의, 근대주의가 기독교 역사와 사상에 끼친 영향을 비판적으로 분석하고, 종교적 신념과 현대 학문 방법론의 차이와 접점을 탐구한다.
마즈든의 이러한 접근은 복음주의적 신앙과 세속적·근대적 역사학 사이의 대화와 긴장, 그리고 통합적 이해를 도모한다는 점에서, 미국 종교사 연구 분야에서 독자적인 방법론적 위상을 갖는다

## 학문적 영향
미국 복음주의사 연구에서 마크 놀(Mark Noll), 네이선 해치(Nathan Hatch)와 함께 “노트르담 삼총사”로 불리워진다. 복음주의를 단순한 종교 운동이 아닌, 문화와 지성사 속의 현상으로 파악한다. 근본주의 연구의 표준 참조서 다수 집필하였다. Fundamentalism and American Culture (1980, 개정판 2006)은 1870년대~1925년 미국 근본주의 운동의 역사와 사상 분석한다. Understanding Fundamentalism and Evangelicalism (1991)은 근본주의와 복음주의의 공통점과 차이점 설명한다. The Soul of the American University (1994)은 미국 대학들이 기독교 정체성을 상실해 가는 과정을 역사적으로 추적한다.
Jonathan Edwards: A Life (2003)은 퓰리처상 후보작, 조나단 에드워즈의 신학·영성과 식민지 시대 미국을 결합한 전기이다. C. S. Lewis's Mere Christianity: A Biography (2016)은‘Mere Christianity’의 역사와 영향을 분석한다.

## 번역 저서
1. 조나단 에드워즈 평전, 한어판 (부흥과 개혁사, 한동수 옮김, 2006)
2. 근본주의와 미국문화 (Fundamentalism And American Culture, The Shaping of Twentieth-century Evangelicalism, 1870-1925, 박용규 역, 생명의 말씀사, 1997)
3. 페리 밀러의 청교도의 복귀에 대한 비평[2]

## 대표저서들
- 『Jonathan Edwards: A Life』(2003, Bancroft Prize 수상)
- 『Fundamentalism and American Culture』(1980/2006)
- 『The Soul of the American University』(1994)
- 『Understanding Fundamentalism and Evangelicalism』(1991)
- Evangelical Mind and the New School Presbyterian Experience. New Haven, Connecticut: Yale University Press. 1970.
- Fundamentalism and American Culture: The Shaping of Twentieth-Century Evangelicalism, 1870–1925. New York: Oxford University Press. 1980.
- Understanding Fundamentalism and Evangelicalism. Grand Rapids, Michigan: Eerdmans. 1991.
- The Soul of the American University: From Protestant Establishment to Established Nonbelief. New York: Oxford University Press. 1994.
- Reforming Fundamentalism: Fuller Seminary and the New Evangelicalism. Grand Rapids, Michigan: Eerdmans. 1995.
- Marsden, George M. (1997). The Outrageous Idea of Christian Scholarship. New York: Oxford University Press. doi:10.1093/acprof:oso/9780195122909.001.0001. ISBN 978-0-19-512290-9.
- Jonathan Edwards: A Life. New Haven, Connecticut: Yale University Press. 2003. ISBN 9780300096934.
- A Short Life of Jonathan Edwards. Grand Rapids, Michigan: Eerdmans. 2008.
- (The Twilight of the American Enlightenment: The 1950s and the Crisis of Liberal Belief. New York: Basic Books. 2014.
- C. S. Lewis's Mere Christianity: A Biography. Princeton, New Jersey: Princeton University Press. 2016.

## 같이 보기
- 복음주의
- 데이비드 베빙톤
- 네이선 오어 해치
- 마크 놀